# Irabin de Cima
Irabin de Cima (Ira Bin Leten; naueti: Irabin Ho'oli; deutsch „Ober-Irabin“) ist ein osttimoresischer Suco im Verwaltungsamt Uatucarbau (Gemeinde Viqueque).

## Geographie
Vor der Gebietsreform 2015 hatte Irabin de Cima eine Fläche von 13,18 km². Nun sind es 19,29 km². Der Suco liegt im Südosten des Verwaltungsamts Uatucarbau. Südlich und westlich lbefindet sich der Suco Irabin de Baixo, nördlich die Sucos Loi Ulo und Bahatata. Im Osten grenzt Irabin de Cima an den zur Gemeinde Lautém gehörende Verwaltungsamt Iliomar mit seinem Suco Tirilolo. Die Grenze bildet der Fluss Irebere. Der Calicidere, ein Nebenfluss des Irebere fließt entlang der Grenze zwischen Irabin de Cima und Bahatata.
Die Überlandstraße die von der südlichen Küstenstraße in Irabin de Baixo nach Afaloicai führt, folgt größtenteils de Westgrenze von Irabin de Cima, abgesehen von einem kurzen Schlenker in das Zentrum des Sucos. Die meisten Orte von Irabin de Cima liegen eng beieinander im Norden des Sucos. Dies sind Irabinhooli, Caida Ho O (Kaidaho), Mar Rae (Marae), Cao Oli O (Kailoloho), Uatubita (Uatobita) und Tetumori (Tetomori). Hier befindet sich auch die Grundschule des Sucos. Im Zentrum liegt das Dorf Haebubo (Haebabo).
Im Suco befinden sich die fünf Aldeias Caida Ho O, Cao Oli O, Mar Rae, Tetumori und Uatubita.

## Einwohner
In Irabin de Cima leben 686 Einwohner (2022), davon sind 340 Männer und 346 Frauen. Im Suco gibt es 125 Haushalte. Über 96 % der Einwohner geben Naueti als ihre Muttersprache an. Fast 3 % sprechen Tetum Prasa und eine kleine Minderheit Makasae.

## Politik
Bei den Wahlen von 2004/2005 wurde Cosme de Carvalho zum Chefe de Suco gewählt. Bei den Wahlen 2009 gewann Lino Martins und wurde 2016 in seinem Amt bestätigt.